# جیمی کبه
جیمی کبه (انگلیسی: Jimmy Kébé؛ زادهٔ ۱۹ ژانویهٔ ۱۹۸۴) بازیکن فوتبال اهل فرانسه است.
از باشگاه‌هایی که در آن بازی کرده‌است می‌توان به باشگاه فوتبال کریستال پالاس، باشگاه فوتبال لیدز یونایتد، باشگاه فوتبال لانس، و باشگاه فوتبال ردینگ اشاره کرد.
وی همچنین در تیم‌های ملی فوتبال مالی در بازی های المپیک تابستانی 2004 و مالی بازی کرده‌است.